# Dubtronica
Dubtronica is een muziekgenre dat elektronische muziek combineert met dub.
Dubtronica bevat elektronische downtempo drum en diepe baslijnen. Vroege artiesten zijn Adrian Sherwood en aan On-U Sound Records gelieerde artiesten. Latere voorbeelden zijn The Orb en Pole.